# مدینا-سیدونیا
مدینا-سیدونیا (به اسپانیایی: Medina-Sidonia) یک دهستان اسپانیا است که در استان کادیس واقع شده‌است.

## خصوصیات
مدینا-سیدونیا ۴۹۳ کیلومترمربع مساحت و ۱۱٬۶۸۳ نفر جمعیت دارد و ۳۳۷ متر بالاتر از سطح دریا واقع شده‌است.

## نگارخانه

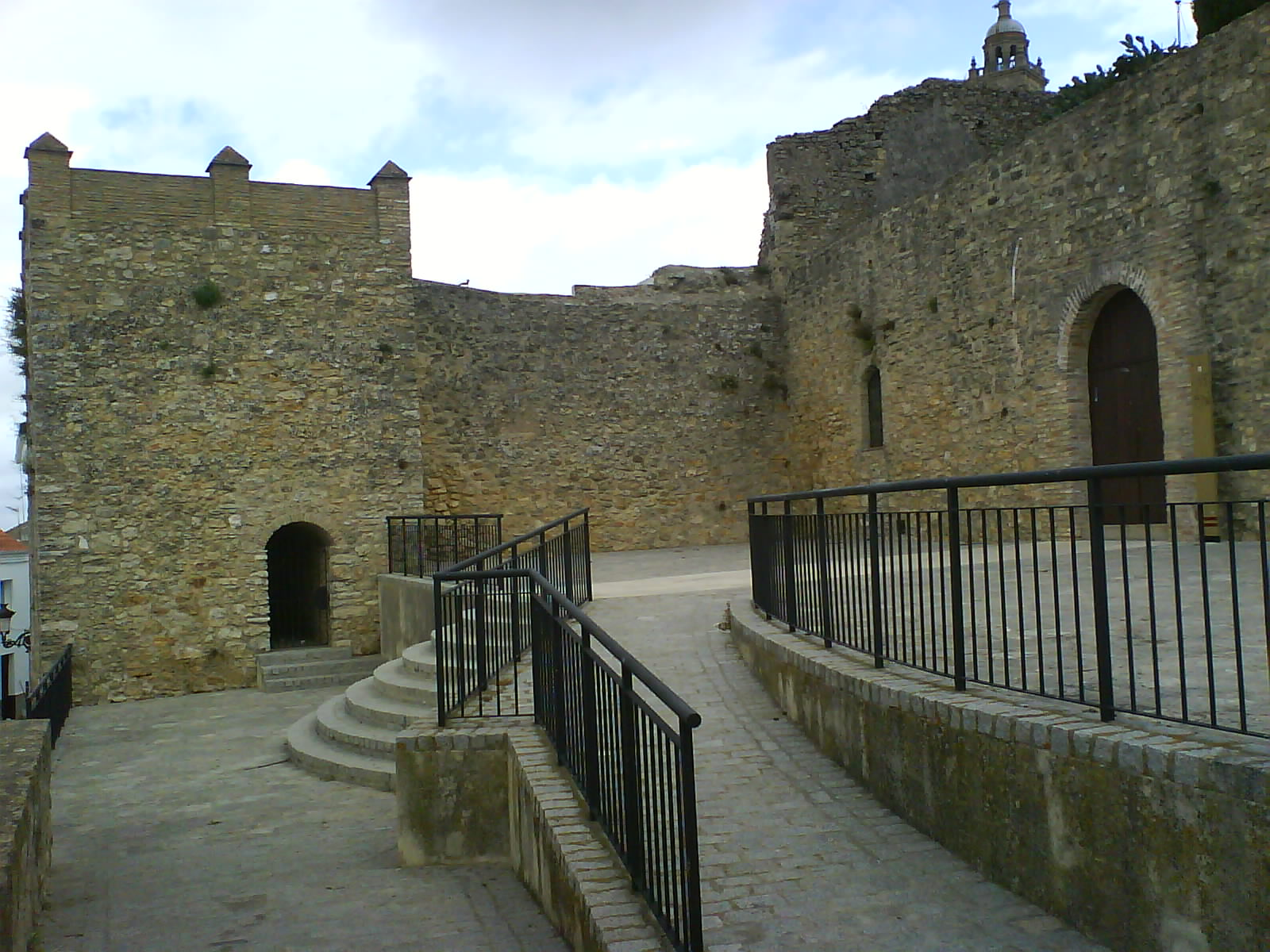
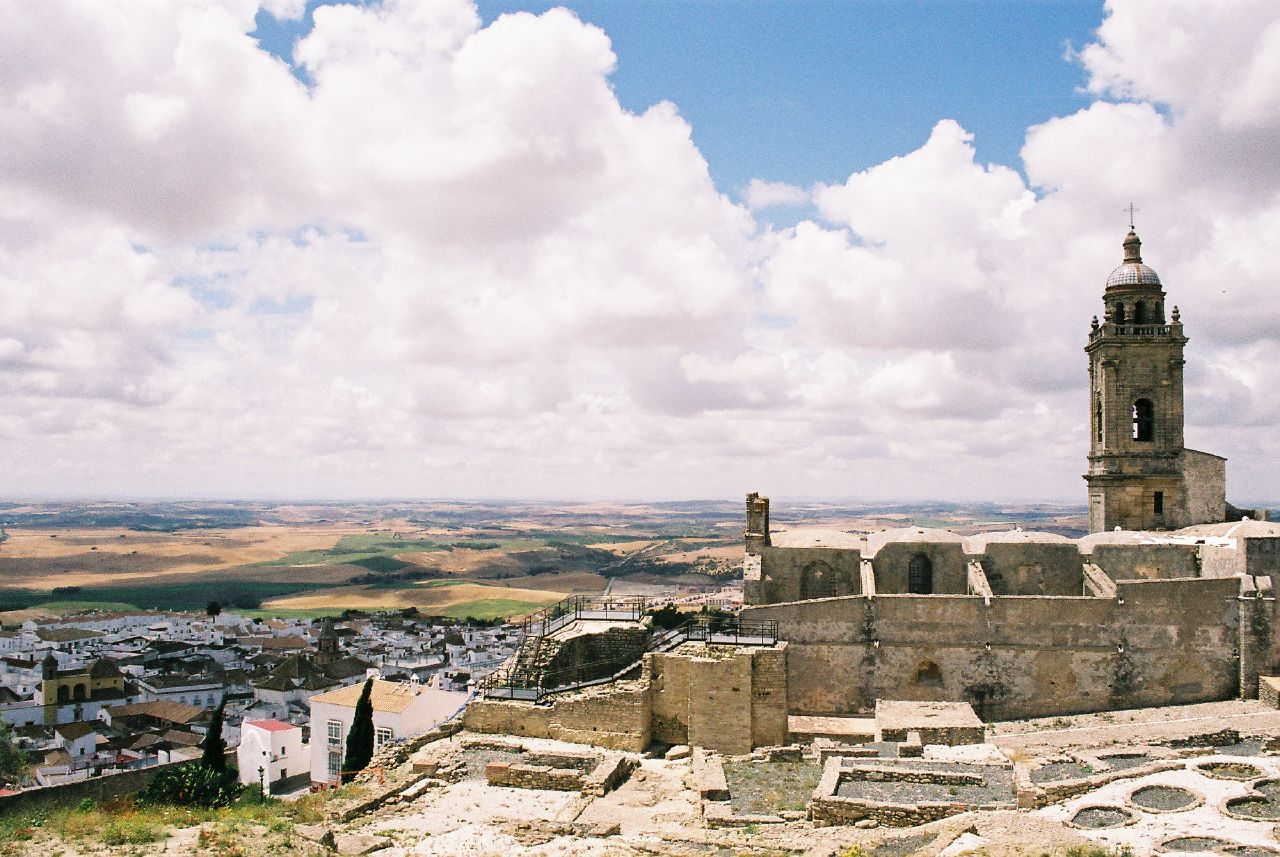
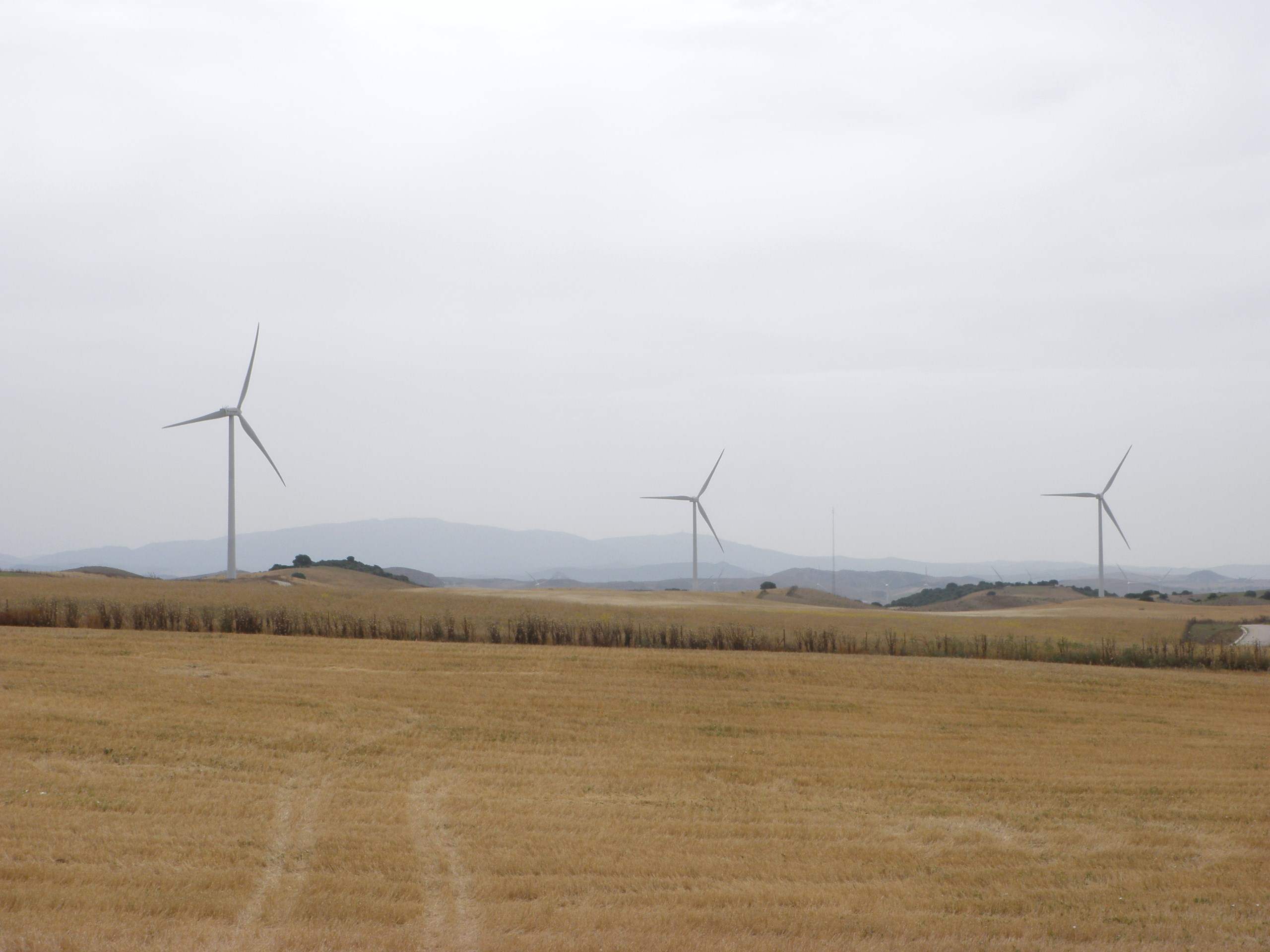
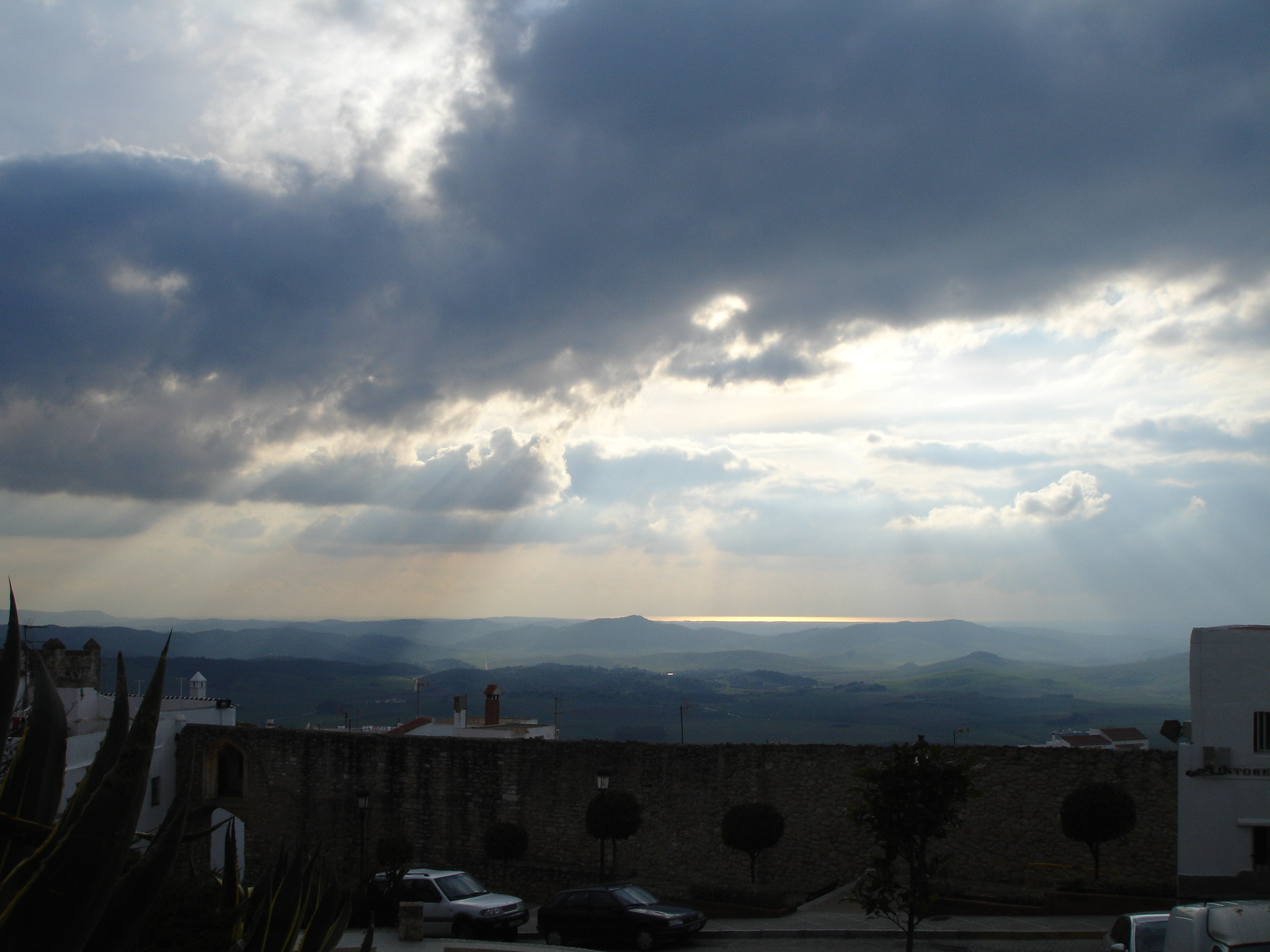
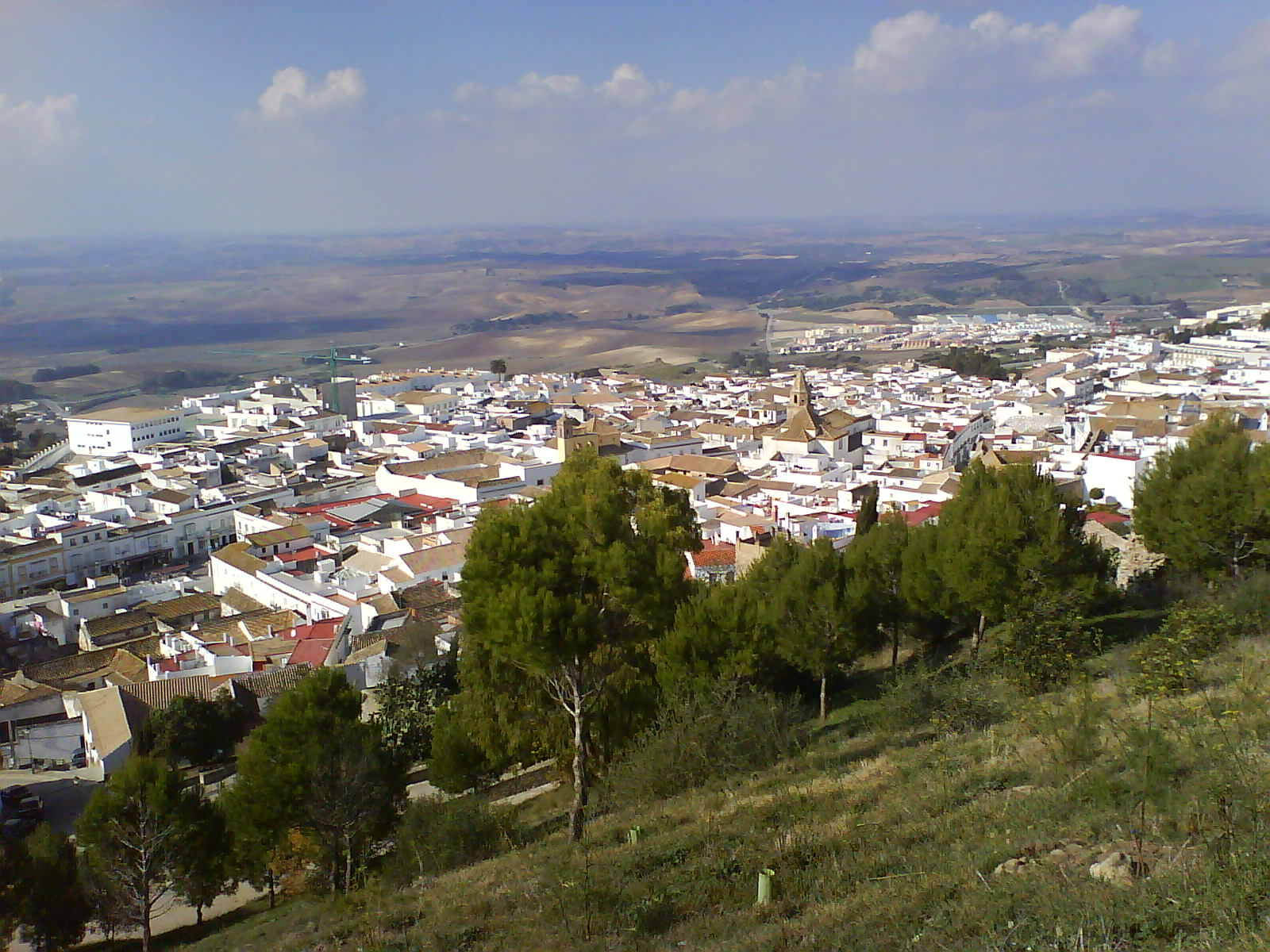
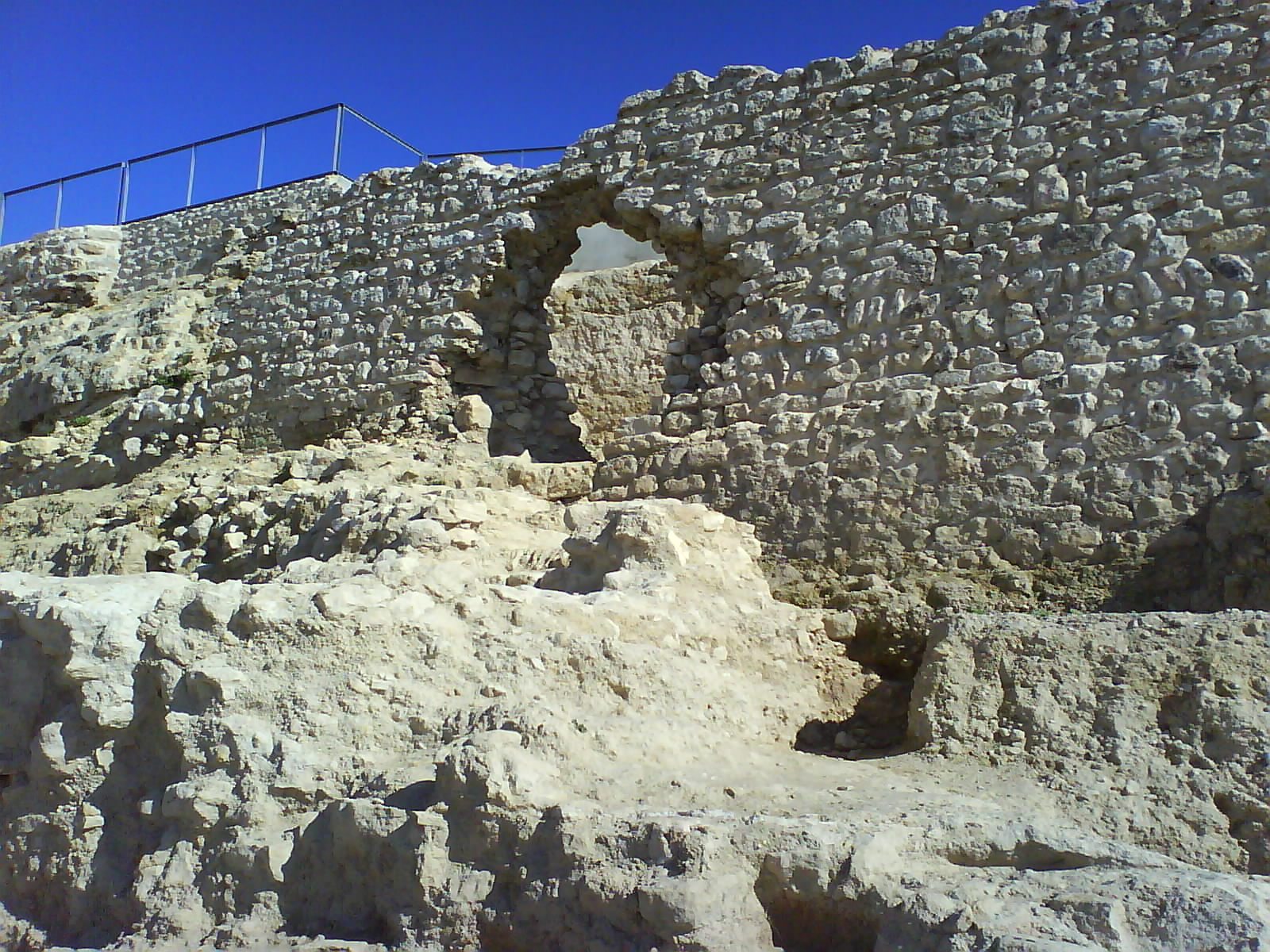
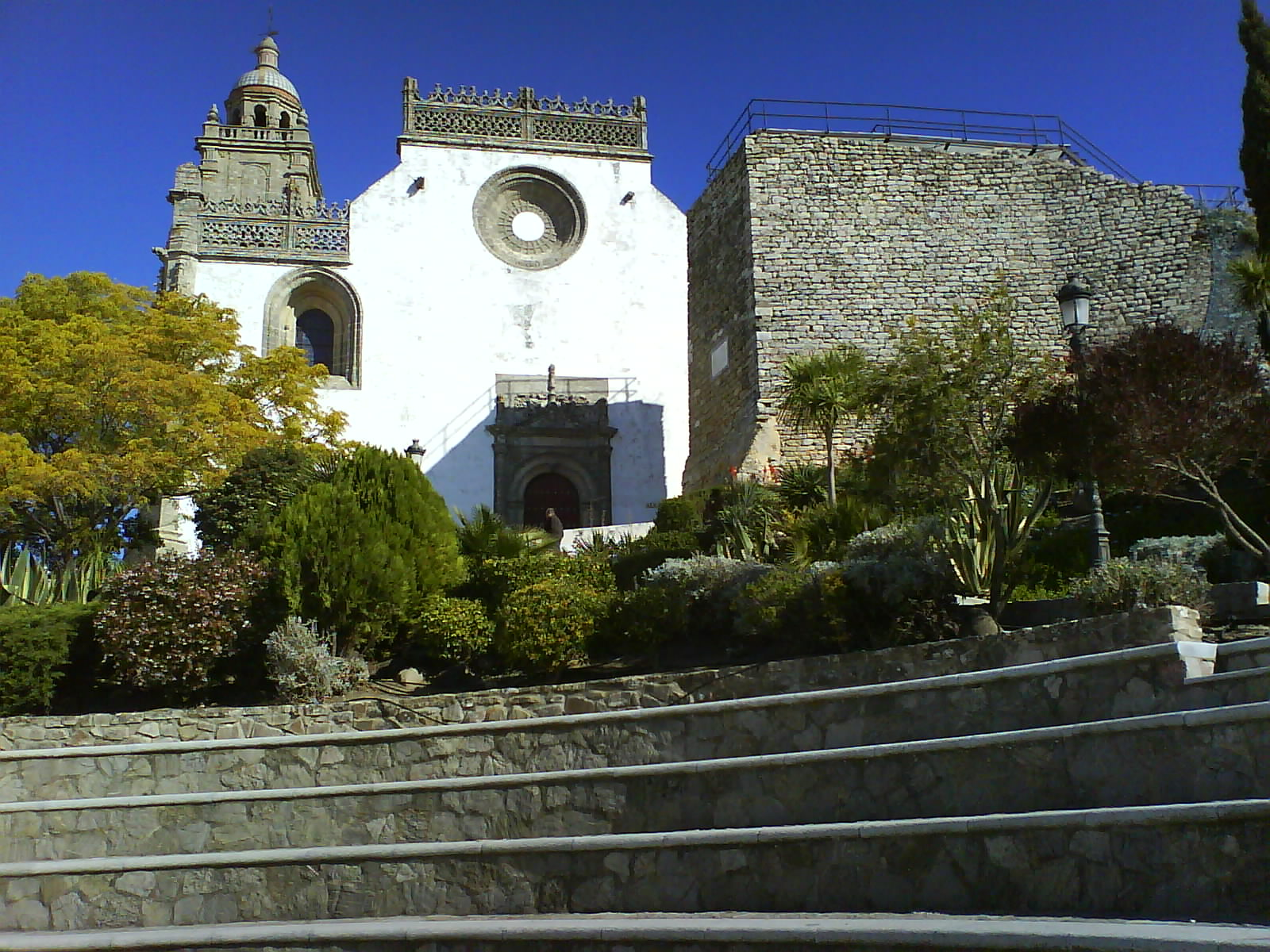
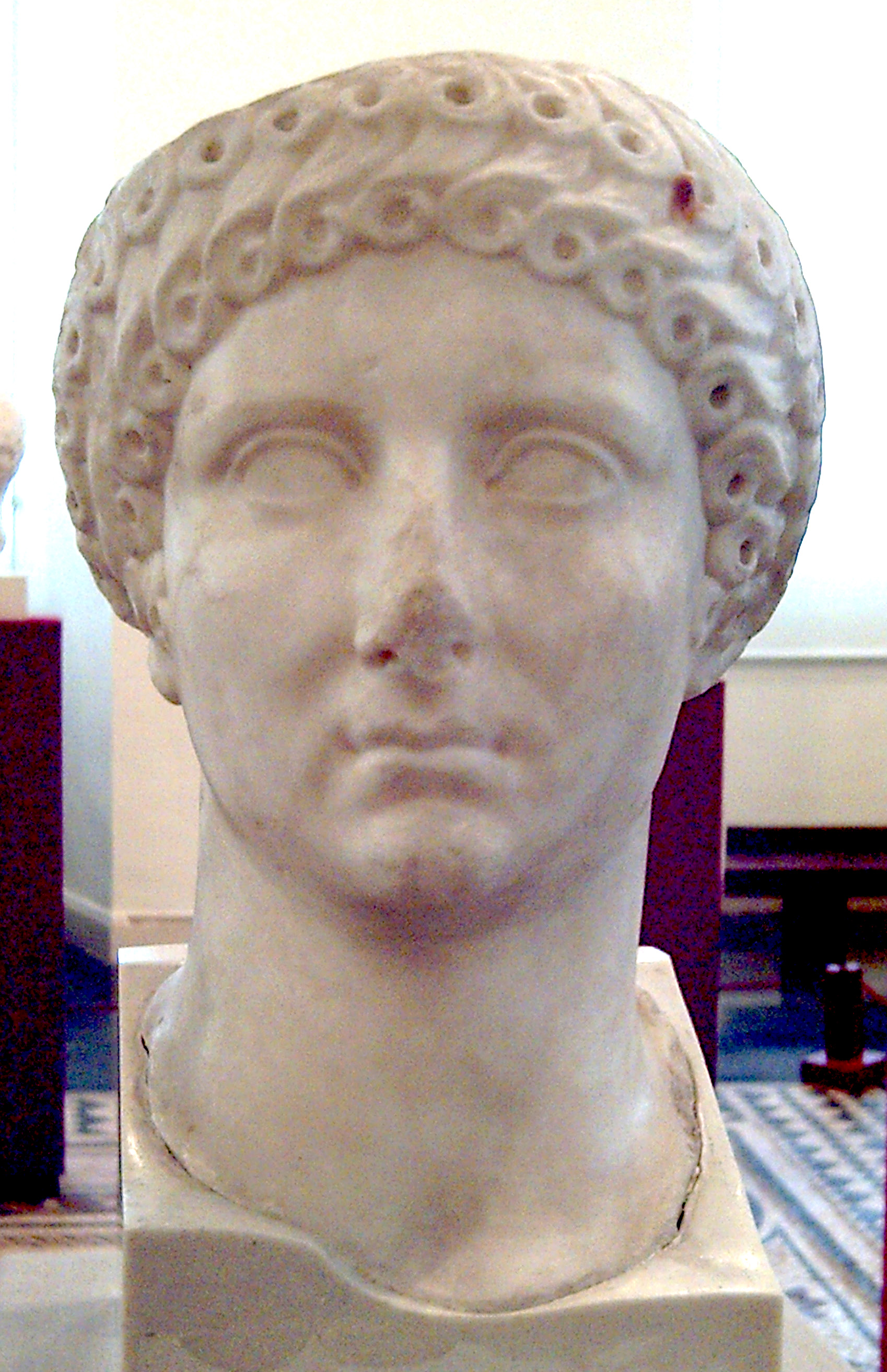
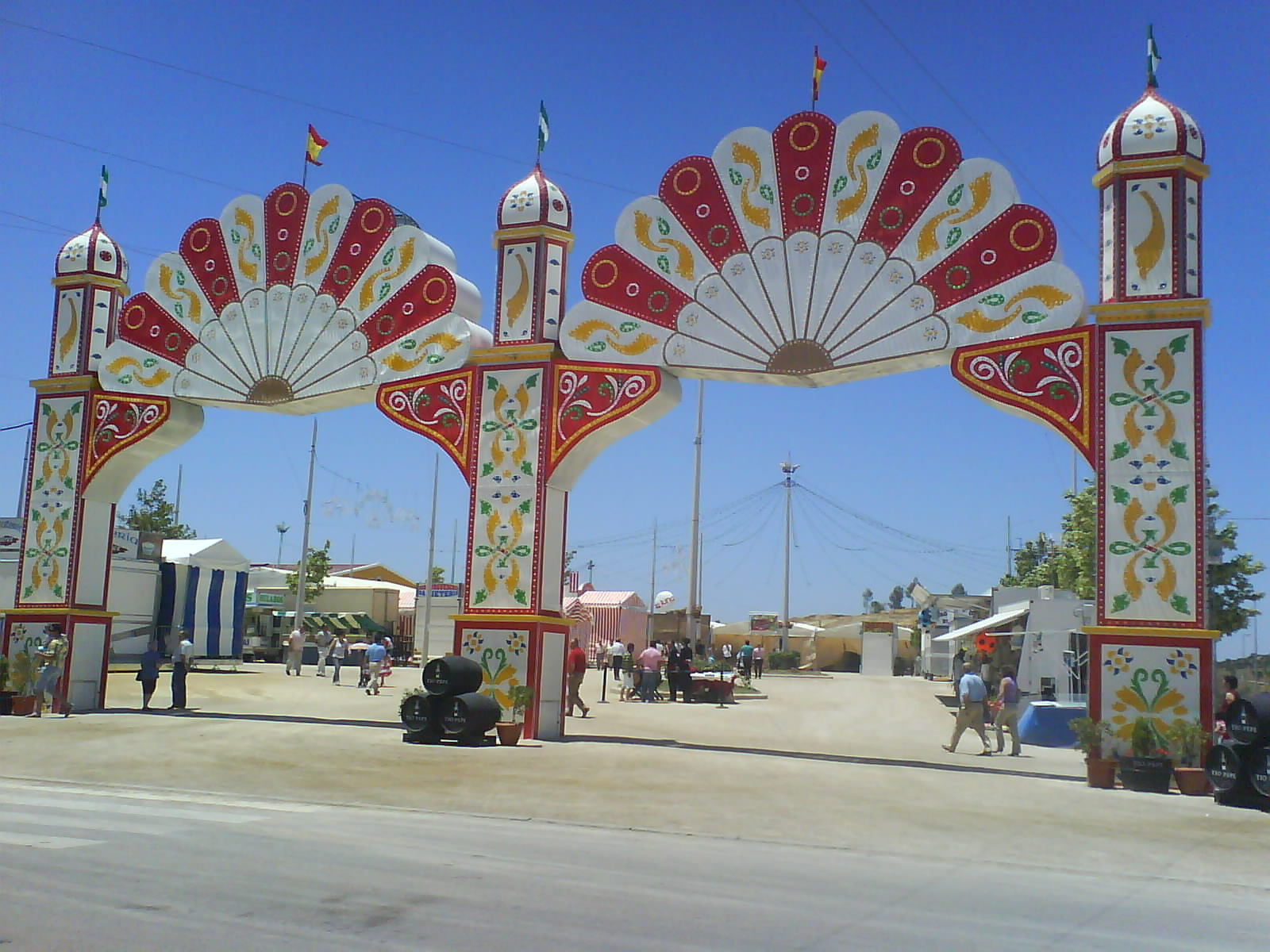
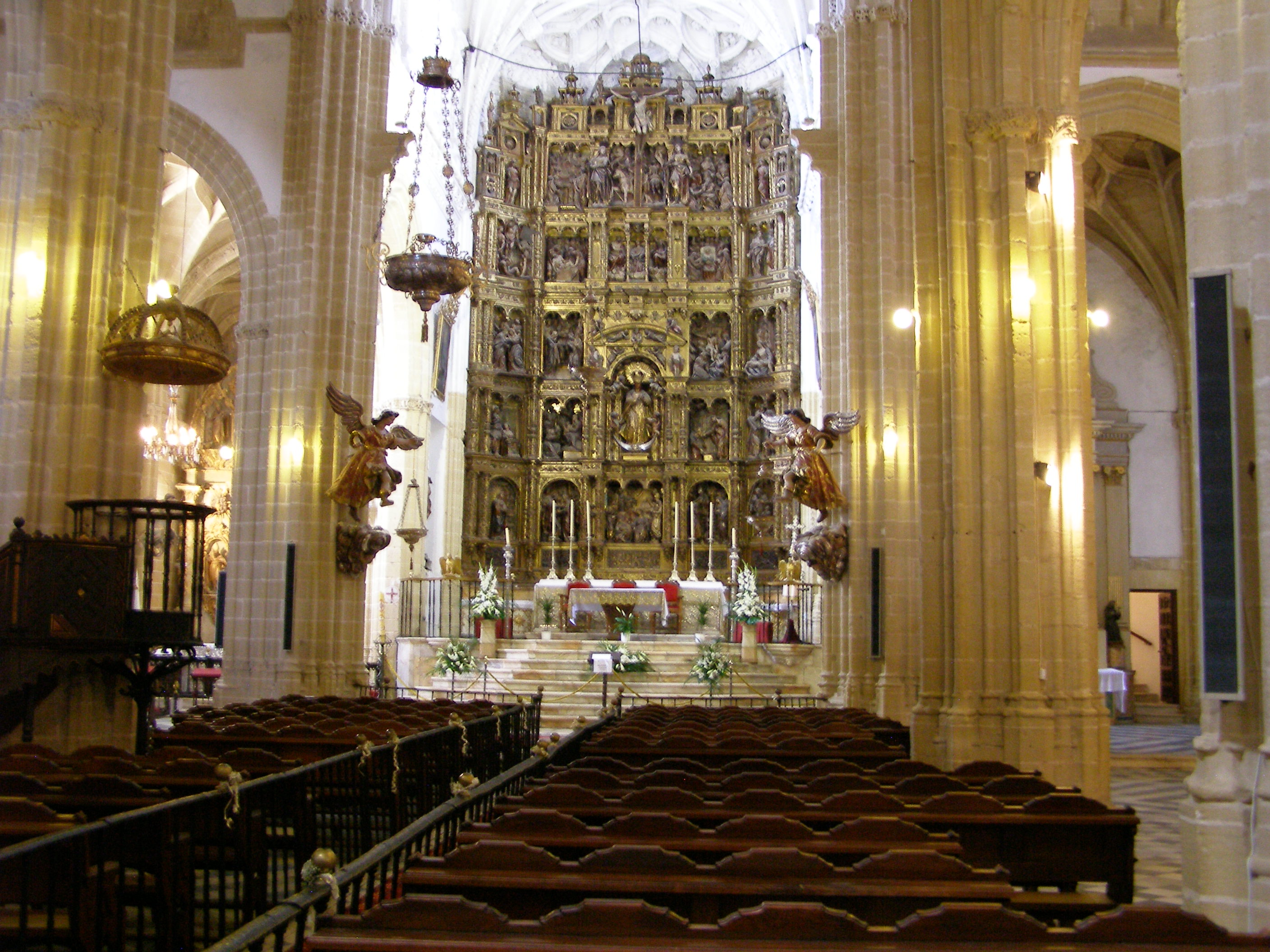
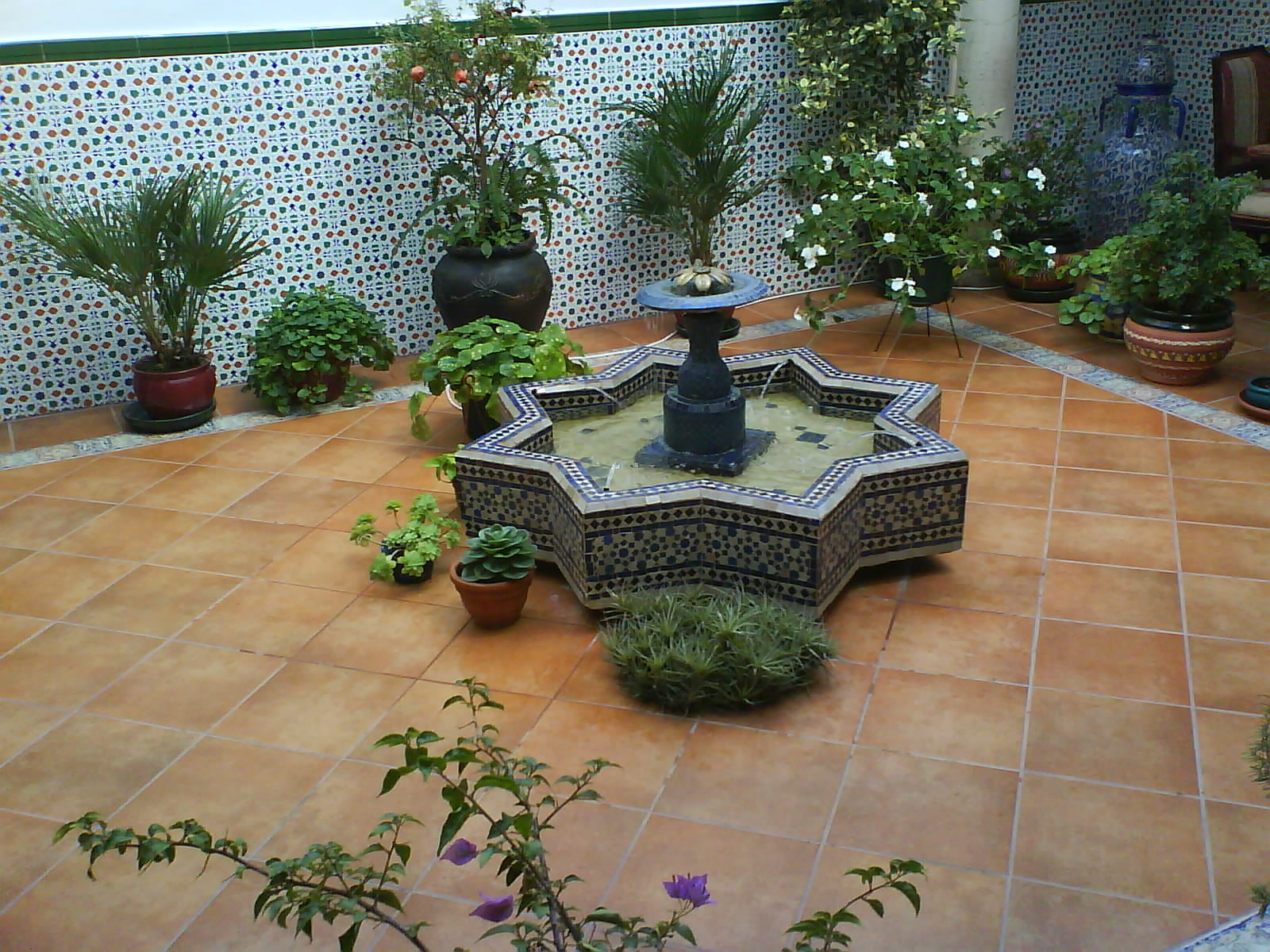
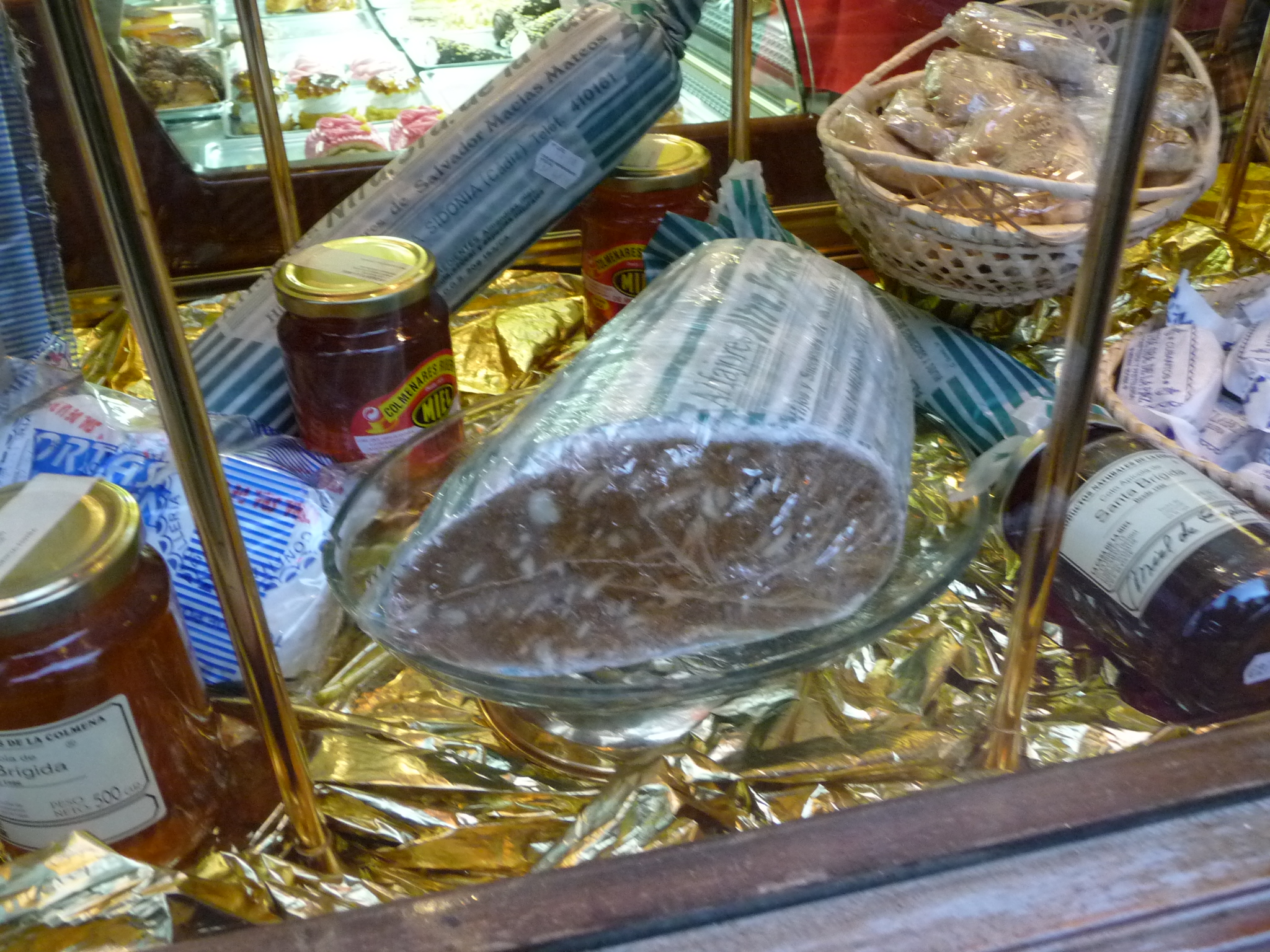